# Коханович Сергій Миколайович
Сергій Миколайович Коханович (1921—1956) — полковник Радянської Армії, учасник придушення Угорської революції 1956 року, Герой Радянського Союзу (1956).

## Біографія

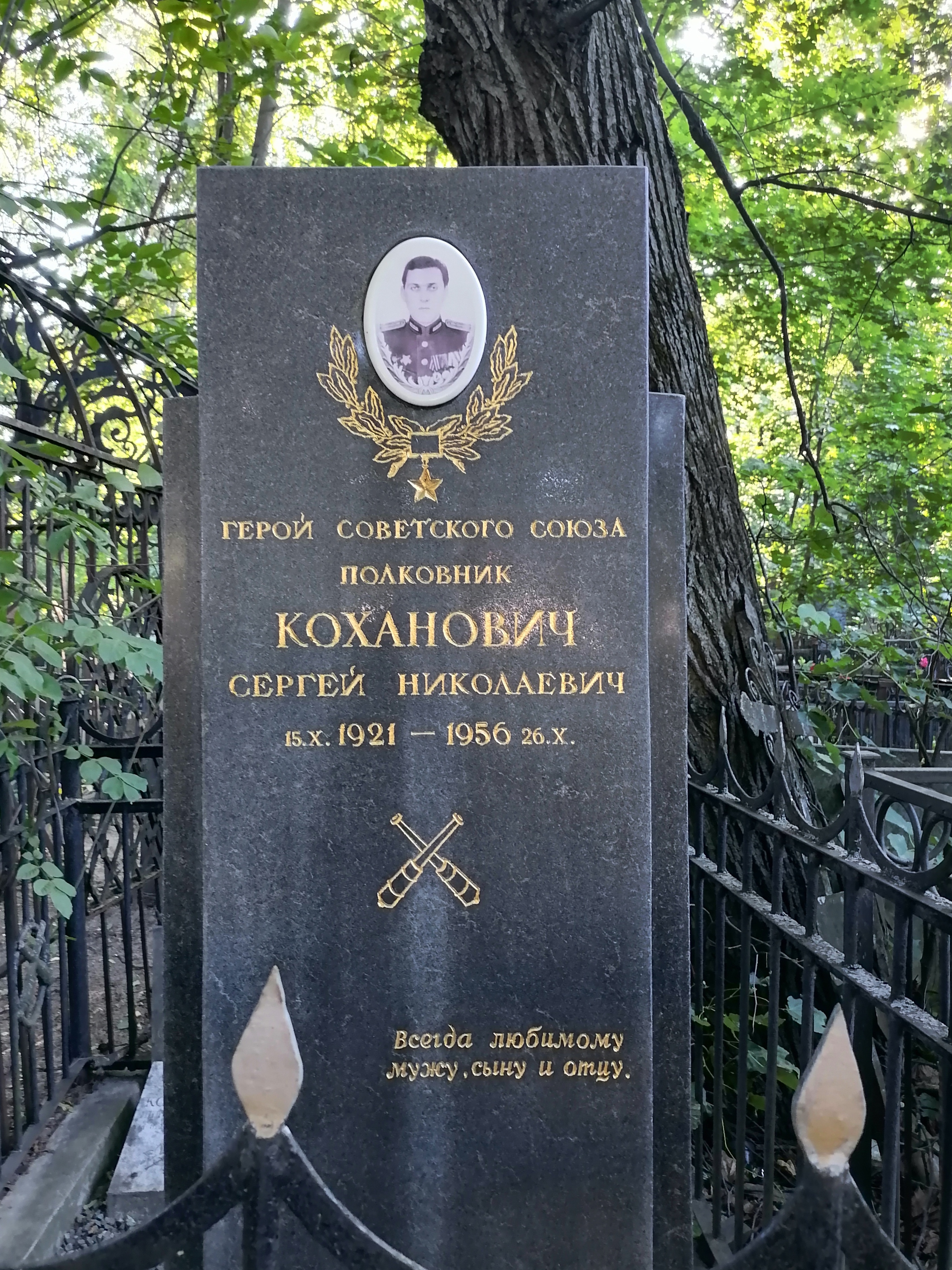
Могила Кохановича на Ваганьковськомц кладовищі.

Сергій Коханович народився 20 жовтня 1921 року у Москві. Отримав середню освіту. У 1939 році Коханович був призваний на службу у Робітничо-селянську Червону Армію. У 1941 році він закінчив Московське артилерійське училище. З жовтня того ж року — на фронтах Великої Вітчизняної війни, воював до самої Перемоги. У 1951 році Коханович закінчив Військову артилерійську академію. До осені 1956 року служив у Румунії, командував 1195-м артилерійським полком 33-ї гвардійської механізованої дивізії Окремої механізованої армії.
23 жовтня 1956 року полк Кохановича вступив на територію Угорської Народної Республіки та взяв активну участь у боях з угорськими повстанцями. 25 жовтня частини його дивізії, не маючи карт та супроводжуючих, втратили орієнтування у Будапешті. Коханович відновив управління частинами, знайшовши багато підрозділів та організувавши оборону. На одній з будапештських вулиць він отримав смертельне поранення у голову та наступного дня помер. Похований на Ваганьковському кладовищі Москви.
Указом Президії Верховної Ради СРСР від 18 грудня 1956 року за «мужність та відвагу, проявлені при виконанні військового обов'язку» полковник Сергій Коханович посмертно був удостоєний високого звання Героя Радянського Союзу. Також був нагороджений орденами Леніна, Червоного Прапора, Вітчизняної війни 2-го ступеня, двома орденами Червоної Зірки, рядом медалей.